# Marius Ebbers
Marius Ebbers (ur. 4 stycznia 1978 w Essen) – niemiecki piłkarz, występujący na pozycji napastnika.

## Kariera
Ebbers jako junior grał w klubach Preußen Steele, SG Wattenscheid 09, Schwarz-Weiß Essen oraz MSV Duisburg, do którego trafił w 1995 roku. W 1998 został włączony do jego pierwszej drużyny. W Bundeslidze zadebiutował 14 listopada 1998 w wygranym 2:0 meczu z VfL Bochum. W sezonie 1998/1999 rozegrał 2 ligowe spotkania. W lipcu 2000 roku został wypożyczony do trzecioligowego SG Wattenscheid 09. Wystąpił tam w 17 meczach i strzelił 14 goli. W grudniu 2000 powrócił do Duisburga. Szybko stał się wówczas podstawowym graczem MSV. Grał tam do 2003 roku. W sumie zaliczył tam 80 ligowych spotkań i strzelił 32 gole.
W 2003 roku przeszedł do beniaminka Bundesligi – 1. FC Köln. Zadebiutował tam 3 sierpnia 2003 w przegranym 0:1 meczu z Borussii Mönchengladbach. 9 sierpnia 2003 w przegranym 1:2 spotkaniu z 1. FC Kaiserslautern zdobył pierwszą bramkę w Bundeslidze. W sezonie 2003/2004 zajął z klubem 18. miejsce w lidze i spadł z nim do 2. Bundesligi.
Latem 2005 roku odszedł do drugoligowej Alemannii Akwizgran. W sezonie 2005/2006 awansował z zespołem do Bundesligi. Po roku powrócił z Alemannią do 2. Bundesligi. Spędził tam jeszcze rok, a w 2008 roku podpisał kontrakt z również drugoligowym FC St. Pauli, w którym grał do 2013.
| Sezon   | Klub               | Kraj   | Rozgrywki     | Mecze | Bramki |
| ------- | ------------------ | ------ | ------------- | ----- | ------ |
| 1998/99 | MSV Duisburg       | Niemcy | Bundesliga    | 2     | 0      |
| 1999/00 | MSV Duisburg       | Niemcy | Bundesliga    | 0     | 0      |
| 2000/01 | SG Wattenscheid 09 | Niemcy | Regionalliga  | 17    | 14     |
| 2000/01 | MSV Duisburg       | Niemcy | 2. Bundesliga | 17    | 5      |
| 2001/02 | MSV Duisburg       | Niemcy | 2. Bundesliga | 30    | 12     |
| 2002/03 | MSV Duisburg       | Niemcy | 2. Bundesliga | 31    | 15     |
| 2003/04 | 1. FC Köln         | Niemcy | Bundesliga    | 17    | 1      |
| 2004/05 | 1. FC Köln         | Niemcy | 2. Bundesliga | 31    | 9      |
| 2005/06 | Alemannia Aachen   | Niemcy | 2. Bundesliga | 28    | 13     |
| 2006/07 | Alemannia Aachen   | Niemcy | Bundesliga    | 27    | 2      |
| 2007/08 | Alemannia Aachen   | Niemcy | 2. Bundesliga | 29    | 5      |
| 2008/09 | FC St. Pauli       | Niemcy | 2. Bundesliga | 24    | 10     |
| 2009/10 | FC St. Pauli       | Niemcy | 2. Bundesliga | 34    | 10     |
| 2010/11 | FC St. Pauli       | Niemcy | Bundesliga    | 31    | 3      |
| 2011/12 | FC St. Pauli       | Niemcy | 2. Bundesliga | 21    | 9      |
| 2012/13 | FC St. Pauli       | Niemcy | 2. Bundesliga | 28    | 4      |